# Ferula latipinna
Ferula latipinna là một loài thực vật có hoa trong họ Hoa tán. Loài này được A.Santos mô tả khoa học đầu tiên năm 1983.